# Grand Prix w łyżwiarstwie figurowym
Grand Prix w łyżwiarstwie figurowym (ang. ISU Grand Prix of Figure Skating) – to cykl zawodów w łyżwiarstwie figurowym, organizowany przez Międzynarodową Unię Łyżwiarską (ang. ISU) od sezonu 1995/96.
W latach 1995–1997 zawody nosiły nazwę Champions Series, a od sezonu 1998/99 funkcjonuje nazwa Grand Prix.
Zobacz też: Polacy na zawodach Grand Prix

## Zasady cyklu Grand Prix
Zawodnicy mogą startować w maksymalnie trzech wybranych zawodach z cyklu Grand Prix, z których w dwóch (wcześniej wyznaczonych) walczą o punkty. Każdy z zawodników punktuje maksymalnie w dwóch zawodach z cyklu Grand Prix, a zatem może zdobyć maksymalnie 30 punktów. Na cykl składa się sześć zawodów łyżwiarskich rozgrywanych w różnej kolejności zależnie od sezonu:
- NHK Trophy (Japonia) – od 1995 roku;
- Skate America (USA) – od 1995 roku;
- Skate Canada International (Kanada) – od 1995 roku;
- Grand Prix de France (Francja) – od 1995 roku; wcześniejsze nazwy: Trophée Lalique (1996–2003), Trophée Éric Bompard (2004–2015), Trophée de France (2016), Internationaux de France (2017–2021);
- Grand Prix Espoo (Finlandia) – w 2018 roku, następnie od 2022 roku; wcześniejsza nazwa: Grand Prix Helsinki (2018);
- MK John Wilson Trophy (Wielka Brytania) – od 2022 roku[1].

Turnieje, które wcześniej wchodziły w cykl Grand Prix:
- Bofrost Cup on Ice (Niemcy) – w latach 1995–2002, wcześniejsze nazwy: Fujifilm Trophy (1986–1987), Nations Cup (1989–1997), Sparkassen Cup on Ice (1998–2001),
- Cup of China (Chiny) – w latach 2003–2017, 2019–2020,
- Gran Premio d’Italia (Włochy) – 2021 rok; w zastępstwie za zawody Cup of China
- Rostelecom Cup (Rosja) – w latach 1995–2021; wcześniejsze nazwy: Cup of Russia (1996–2008, 2010).

| Miejsce w zawodach               | Liczba punktów   | Liczba punktów              |
| Miejsce w zawodach               | Soliści Solistki | Pary sportowe Pary taneczne |
| -------------------------------- | ---------------- | --------------------------- |
| 1.                               | 15               | 15                          |
| 2.                               | 13               | 13                          |
| 3.                               | 11               | 11                          |
| 4.                               | 9                | 9                           |
| 5.                               | 7                | 7                           |
| 6.                               | 5                | 5                           |
| 7.                               | 4                | —                           |
| 8.                               | 3                | —                           |
| Obowiązujące w sezonie 2019/2020 |                  |                             |

W każdych zawodach z cyklu Grand Prix 8 najlepszych zawodników w konkurencji solistów i solistek oraz 6 najlepszych par zdobywa punkty do klasyfikacji punktowej cyklu. Po szóstych zawodach, do Finału Grand Prix awansuje sześciu najlepszych zawodników / par z największą liczbą punktów.
W przypadku remisu punktowego dopuszcza się siedem tie-breaków rozstrzygających kolejność awansu tj.:
1. Najwyższe miejsce zajęte w zawodach. Jeśli zawodnik zajął 1. i 3. miejsce, to zdobycie 1. miejsca powoduje pokonanie zawodnika, który w obu zawodach zajmował 2. miejsce.
2. Najwyższa suma not łącznych z obu zawodów. Jeśli zawodnik zdobył 200 punktów w pierwszych zawodach i 250 pkt w drugich zawodach, to w drugim tie-braku pokonuje zawodnika, który zdobył 200 pkt w pierwszych zawodach i 150 pkt w drugich.
3. Udział w dwóch zawodach.
4. Najwyższa suma punktów za programy / tańce dowolne z obu zawodów.
5. Najwyższa liczba punktów za program / taniec dowolny z jednych zawodów.
6. Największa liczba wszystkich występów w zawodach z cyklu Grand Prix.
7. Jeżeli remis nadal występuje, to do finału awansują obaj zawodnicy.

## Sezony
| Sezon     | Bofrost Cup on Ice | Cup of China | NHK Trophy | Rostelecom Cup | Skate America | Skate Canada International | Internationaux de France | Grand Prix Helsinki | Gran Premio d’Italia | MK John Wilson Trophy | Finał |
| --------- | ------------------ | ------------ | ---------- | -------------- | ------------- | -------------------------- | ------------------------ | ------------------- | -------------------- | --------------------- | ----- |
| 1995–1996 | 1995               |              | 1995       |                | 1995          | 1995                       | 1995                     |                     |                      |                       | 1995  |
| 1996–1997 | 1996               |              | 1996       | 1996           | 1996          | 1996                       | 1996                     |                     |                      |                       | 1996  |
| 1997–1998 | 1997               |              | 1997       | 1997           | 1997          | 1997                       | 1997                     |                     |                      |                       | 1997  |
| 1998–1999 | 1998               |              | 1998       | 1998           | 1998          | 1998                       | 1998                     |                     |                      |                       | 1998  |
| 1999–2000 | 1999               |              | 1999       | 1999           | 1999          | 1999                       | 1999                     |                     |                      |                       | 1999  |
| 2000–2001 | 2000               |              | 2000       | 2000           | 2000          | 2000                       | 2000                     |                     |                      |                       | 2000  |
| 2001–2002 | 2001               |              | 2001       | 2001           | 2001          | 2001                       | 2001                     |                     |                      |                       | 2001  |
| 2002–2003 | 2002               |              | 2002       | 2002           | 2002          | 2002                       | 2002                     |                     |                      |                       | 2002  |
| 2003–2004 |                    | 2003         | 2003       | 2003           | 2003          | 2003                       | 2003                     |                     |                      |                       | 2003  |
| 2004–2005 |                    | 2004         | 2004       | 2004           | 2004          | 2004                       | 2004                     |                     |                      |                       | 2004  |
| 2005–2006 |                    | 2005         | 2005       | 2005           | 2005          | 2005                       | 2005                     |                     |                      |                       | 2005  |
| 2006–2007 |                    | 2006         | 2006       | 2006           | 2006          | 2006                       | 2006                     |                     |                      |                       | 2006  |
| 2007–2008 |                    | 2007         | 2007       | 2007           | 2007          | 2007                       | 2007                     |                     |                      |                       | 2007  |
| 2008–2009 |                    | 2008         | 2008       | 2008           | 2008          | 2008                       | 2008                     |                     |                      |                       | 2008  |
| 2009–2010 |                    | 2009         | 2009       | 2009           | 2009          | 2009                       | 2009                     |                     |                      |                       | 2009  |
| 2010–2011 |                    | 2010         | 2010       | 2010           | 2010          | 2010                       | 2010                     |                     |                      |                       | 2010  |
| 2011–2012 |                    | 2011         | 2011       | 2011           | 2011          | 2011                       | 2011                     |                     |                      |                       | 2011  |
| 2012–2013 |                    | 2012         | 2012       | 2012           | 2012          | 2012                       | 2012                     |                     |                      |                       | 2012  |
| 2013–2014 |                    | 2013         | 2013       | 2013           | 2013          | 2013                       | 2013                     |                     |                      |                       | 2013  |
| 2014–2015 |                    | 2014         | 2014       | 2014           | 2014          | 2014                       | 2014                     |                     |                      |                       | 2014  |
| 2015–2016 |                    | 2015         | 2015       | 2015           | 2015          | 2015                       | 2015                     |                     |                      |                       | 2015  |
| 2016–2017 |                    | 2016         | 2016       | 2016           | 2016          | 2016                       | 2016                     |                     |                      |                       | 2016  |
| 2017–2018 |                    | 2017         | 2017       | 2017           | 2017          | 2017                       | 2017                     |                     |                      |                       | 2017  |
| 2018–2019 |                    |              | 2018       | 2018           | 2018          | 2018                       | 2018                     | 2018                |                      |                       | 2018  |
| 2019–2020 |                    | 2019         | 2019       | 2019           | 2019          | 2019                       | 2019                     |                     |                      |                       | 2019  |
| 2020–2021 |                    | 2020         | 2020       | 2020           | 2020          | 2020                       | 2020                     |                     |                      |                       | 2020  |
| 2021–2022 |                    | 2021         | 2021       | 2021           | 2021          | 2021                       | 2021                     |                     | 2021                 |                       | 2021  |
| 2022–2023 |                    |              | 2022       |                | 2022          | 2022                       | 2022                     | 2022                |                      | 2022                  | 2022  |
| 2023–2024 |                    | 2023         | 2023       |                | 2023          | 2023                       | 2023                     | 2023                |                      |                       | 2023  |

## Zwycięzcy Grand Prix

### Sezon 1995/96
| Zawody1           | Soliści                | Solistki        | Pary sportowe                       | Pary taneczne                       | Źr. |
| ----------------- | ---------------------- | --------------- | ----------------------------------- | ----------------------------------- | --- |
| Niemcy            | Wiaczesław Zahorodniuk | Michelle Kwan   | Marina Jelcowa / Andriej Buszkow    | Anżelika Kryłowa / Oleg Owsiannikow |     |
| Japonia           | Elvis Stojko           | Chen Lu         | Jewgienija Szyszkowa / Wadim Naumow | Marina Anisina / Gwendal Peizerat   |     |
| Stany Zjednoczone | Todd Eldredge          | Michelle Kwan   | Marina Jelcowa / Andriej Buszkow    | Oksana Griszczuk / Jewgienij Płatow |     |
| Kanada            | Aleksiej Urmanow       | Michelle Kwan   | Jewgienija Szyszkowa / Wadim Naumow | Shae-Lynn Bourne / Victor Kraatz    |     |
| Francja           | Ilja Kulik             | Josée Chouinard | Jelena Bierieżna / Oļegs Šļahovs    | Oksana Griszczuk / Jewgienij Płatow |     |
| Finał             | Aleksiej Urmanow       | Michelle Kwan   | Jewgienija Szyszkowa / Wadim Naumow | Oksana Griszczuk / Jewgienij Płatow |     |

1 Kolejność zawodów w porządku alfabetycznym.

### Sezon 1996/97
| Zawody1           | Soliści          | Solistki        | Pary sportowe                     | Pary taneczne                       | Źr. |
| ----------------- | ---------------- | --------------- | --------------------------------- | ----------------------------------- | --- |
| Niemcy            | Aleksiej Urmanow | Irina Słucka    | Mandy Wötzel / Ingo Steuer        | Anżelika Kryłowa / Oleg Owsiannikow |     |
| Rosja             | Aleksiej Urmanow | Irina Słucka    | Mandy Wötzel / Ingo Steuer        | Anżelika Kryłowa / Oleg Owsiannikow |     |
| Japonia           | Elvis Stojko     | Marija Butyrska | Jenni Meno / Todd Sand            | Sophie Moniotte / Pascal Lavanchy   |     |
| Stany Zjednoczone | Todd Eldredge    | Michelle Kwan   | Oksana Kazakowa / Artur Dmitrijew | Anżelika Kryłowa / Oleg Owsiannikow |     |
| Kanada            | Elvis Stojko     | Irina Słucka    | Mandy Wötzel / Ingo Steuer        | Shae-Lynn Bourne / Victor Kraatz    |     |
| Francja           | Todd Eldredge    | Michelle Kwan   | Oksana Kazakowa / Artur Dmitrijew | Marina Anisina / Gwendal Peizerat   |     |
| Finał             | Elvis Stojko     | Tara Lipinski   | Mandy Wötzel / Ingo Steuer        | Shae-Lynn Bourne / Victor Kraatz    |     |

1 Kolejność zawodów w porządku alfabetycznym.

### Sezon 1997/98
| Zawody1           | Soliści          | Solistki         | Pary sportowe                         | Pary taneczne                       | Źr. |
| ----------------- | ---------------- | ---------------- | ------------------------------------- | ----------------------------------- | --- |
| Niemcy            | Elvis Stojko     | Tanja Szewczenko | Mandy Wötzel / Ingo Steuer            | Anżelika Kryłowa / Oleg Owsiannikow |     |
| Rosja             | Aleksiej Jagudin | Irina Słucka     | Marina Jelcowa / Andriej Buszkow      | Anżelika Kryłowa / Oleg Owsiannikow |     |
| Japonia           | Ilja Kulik       | Tanja Szewczenko | Shen Xue / Zhao Hongbo                | Oksana Griszczuk / Jewgienij Płatow |     |
| Stany Zjednoczone | Todd Eldredge    | Michelle Kwan    | Marina Jelcowa / Andriej Buszkow      | Elizabeth Punsalan / Jerod Swallow  |     |
| Kanada            | Elvis Stojko     | Michelle Kwan    | Oksana Kazakowa / Artur Dmitrijew     | Shae-Lynn Bourne / Victor Kraatz    |     |
| Francja           | Aleksiej Jagudin | Laetitia Hubert  | Jelena Bierieżna / Anton Sicharulidze | Oksana Griszczuk / Jewgienij Płatow |     |
| Finał             | Ilja Kulik       | Tara Lipinski    | Jelena Bierieżna / Anton Sicharulidze | Oksana Griszczuk / Jewgienij Płatow |     |

1 Kolejność zawodów w porządku alfabetycznym.

### Sezon 1998/99
| Zawody1           | Soliści               | Solistki         | Pary sportowe                         | Pary taneczne                       | Źr. |
| ----------------- | --------------------- | ---------------- | ------------------------------------- | ----------------------------------- | --- |
| Niemcy            | Aleksiej Jagudin      | Jelena Sokołowa  | Marija Pietrowa / Aleksiej Tichonow   | Anżelika Kryłowa / Oleg Owsiannikow |     |
| Rosja             | Aleksiej Urmanow      | Jelena Sokołowa  | Jelena Bierieżna / Anton Sicharulidze | Anżelika Kryłowa / Oleg Owsiannikow |     |
| Japonia           | Jewgienij Pluszczenko | Tatiana Malinina | Jelena Bierieżna / Anton Sicharulidze | Marina Anisina / Gwendal Peizerat   |     |
| Stany Zjednoczone | Aleksiej Jagudin      | Marija Butyrska  | Jelena Bierieżna / Anton Sicharulidze | Marina Anisina / Gwendal Peizerat   |     |
| Kanada            | Jewgienij Pluszczenko | Ołena Laszenko   | Shen Xue / Zhao Hongbo                | Shae-Lynn Bourne / Victor Kraatz    |     |
| Francja           | Aleksiej Jagudin      | Marija Butyrska  | Sarah Abitbol / Stéphane Bernadis     | Marina Anisina / Gwendal Peizerat   |     |
| Finał             | Aleksiej Jagudin      | Tatiana Malinina | Shen Xue / Zhao Hongbo                | Anżelika Kryłowa / Oleg Owsiannikow |     |

1 Kolejność zawodów w porządku alfabetycznym.

### Sezon 1999/00
| Zawody1           | Soliści               | Solistki        | Pary sportowe                         | Pary taneczne                           | Źr. |
| ----------------- | --------------------- | --------------- | ------------------------------------- | --------------------------------------- | --- |
| Niemcy            | Jewgienij Pluszczenko | Marija Butyrska | Marija Pietrowa / Aleksiej Tichonow   | Shae-Lynn Bourne / Victor Kraatz        |     |
| Rosja             | Jewgienij Pluszczenko | Irina Słucka    | Marija Pietrowa / Aleksiej Tichonow   | Barbara Fusar-Poli / Maurizio Margaglio |     |
| Japonia           | Jewgienij Pluszczenko | Marija Butyrska | Marija Pietrowa / Aleksiej Tichonow   | Marina Anisina / Gwendal Peizerat       |     |
| Stany Zjednoczone | Aleksiej Jagudin      | Michelle Kwan   | Jamie Salé / David Pelletier          | Barbara Fusar-Poli / Maurizio Margaglio |     |
| Kanada            | Aleksiej Jagudin      | Michelle Kwan   | Jelena Bierieżna / Anton Sicharulidze | Margarita Drobiazko / Povilas Vanagas   |     |
| Francja           | Aleksiej Jagudin      | Marija Butyrska | Sarah Abitbol / Stéphane Bernadis     | Marina Anisina / Gwendal Peizerat       |     |
| Finał             | Jewgienij Pluszczenko | Irina Słucka    | Shen Xue / Zhao Hongbo                | Marina Anisina / Gwendal Peizerat       |     |

1 Kolejność zawodów w porządku alfabetycznym.

### Sezon 2000/01
| Zawody1           | Soliści               | Solistki        | Pary sportowe                         | Pary taneczne                           | Źr. |
| ----------------- | --------------------- | --------------- | ------------------------------------- | --------------------------------------- | --- |
| Niemcy            | Jewgienij Pluszczenko | Marija Butyrska | Sarah Abitbol / Stéphane Bernadis     | Barbara Fusar-Poli / Maurizio Margaglio |     |
| Rosja             | Jewgienij Pluszczenko | Irina Słucka    | Jelena Bierieżna / Anton Sicharulidze | Barbara Fusar-Poli / Maurizio Margaglio |     |
| Japonia           | Jewgienij Pluszczenko | Irina Słucka    | Shen Xue / Zhao Hongbo                | Marina Anisina / Gwendal Peizerat       |     |
| Stany Zjednoczone | Timothy Goebel        | Michelle Kwan   | Jamie Salé / David Pelletier          | Barbara Fusar-Poli / Maurizio Margaglio |     |
| Kanada            | Aleksiej Jagudin      | Irina Słucka    | Jamie Salé / David Pelletier          | Marina Anisina / Gwendal Peizerat       |     |
| Francja           | Aleksiej Jagudin      | Marija Butyrska | Jelena Bierieżna / Anton Sicharulidze | Marina Anisina / Gwendal Peizerat       |     |
| Finał             | Jewgienij Pluszczenko | Irina Słucka    | Jamie Salé / David Pelletier          | Barbara Fusar-Poli / Maurizio Margaglio |     |

1 Kolejność zawodów w porządku alfabetycznym.

### Sezon 2001/02
| Zawody1           | Soliści               | Solistki         | Pary sportowe                         | Pary taneczne                           | Źr. |
| ----------------- | --------------------- | ---------------- | ------------------------------------- | --------------------------------------- | --- |
| Niemcy            | Jewgienij Pluszczenko | Marija Butyrska  | Shen Xue / Zhao Hongbo                | Barbara Fusar-Poli / Maurizio Margaglio |     |
| Rosja             | Jewgienij Pluszczenko | Irina Słucka     | Jelena Bierieżna / Anton Sicharulidze | Barbara Fusar-Poli / Maurizio Margaglio |     |
| Japonia           | Takeshi Honda         | Tatiana Malinina | Shen Xue / Zhao Hongbo                | Marina Anisina / Gwendal Peizerat       |     |
| Stany Zjednoczone | Timothy Goebel        | Michelle Kwan    | Jamie Salé / David Pelletier          | Shae-Lynn Bourne / Victor Kraatz        |     |
| Kanada            | Aleksiej Jagudin      | Sarah Hughes     | Jamie Salé / David Pelletier          | Shae-Lynn Bourne / Victor Kraatz        |     |
| Francja           | Aleksiej Jagudin      | Marija Butyrska  | Jelena Bierieżna / Anton Sicharulidze | Marina Anisina / Gwendal Peizerat       |     |
| Finał             | Aleksiej Jagudin      | Irina Słucka     | Jamie Salé / David Pelletier          | Shae-Lynn Bourne / Victor Kraatz        |     |

1 Kolejność zawodów w porządku alfabetycznym.

### Sezon 2002/03
| Zawody1           | Soliści               | Solistki            | Pary sportowe                        | Pary taneczne                     | Źr. |
| ----------------- | --------------------- | ------------------- | ------------------------------------ | --------------------------------- | --- |
| Niemcy            | Jewgienij Pluszczenko | Yoshie Onda         | Shen Xue / Zhao Hongbo               | Ałbena Denkowa / Maksim Stawiski  |     |
| Rosja             | Jewgienij Pluszczenko | Wiktorija Wołczkowa | Shen Xue / Zhao Hongbo               | Irina Łobaczowa / Ilja Awierbuch  |     |
| Japonia           | Ilja Klimkin          | Yoshie Onda         | Shen Xue / Zhao Hongbo               | Irina Łobaczowa / Ilja Awierbuch  |     |
| Stany Zjednoczone | Brian Joubert         | Michelle Kwan       | Tatjana Tot´mianina / Maksim Marinin | Ołena Hruszyna / Rusłan Honczarow |     |
| Kanada            | Takeshi Honda         | Sasha Cohen         | Tatjana Tot´mianina / Maksim Marinin | Ołena Hruszyna / Rusłan Honczarow |     |
| Francja           | Michael Weiss         | Sasha Cohen         | Tatjana Tot´mianina / Maksim Marinin | Ołena Hruszyna / Rusłan Honczarow |     |
| Finał             | Jewgienij Pluszczenko | Sasha Cohen         | Tatjana Tot´mianina / Maksim Marinin | Irina Łobaczowa / Ilja Awierbuch  |     |

1 Kolejność zawodów w porządku alfabetycznym.

### Sezon 2003/04
| Zawody1           | Soliści               | Solistki       | Pary sportowe                        | Pary taneczne                    | Źr. |
| ----------------- | --------------------- | -------------- | ------------------------------------ | -------------------------------- | --- |
|                   | Timothy Goebel        | Ołena Laszenko | Shen Xue / Zhao Hongbo               | Tatjana Nawka / Roman Kostomarow |     |
| Rosja             | Jewgienij Pluszczenko | Ołena Laszenko | Tatjana Tot´mianina / Maksim Marinin | Tatjana Nawka / Roman Kostomarow |     |
| Japonia           | Jeffrey Buttle        | Fumie Suguri   | Marija Pietrowa / Aleksiej Tichonow  | Ałbena Denkowa / Maksim Stawiski |     |
| Stany Zjednoczone | Michael Weiss         | Sasha Cohen    | Pang Qing / Tong Jian                | Tanith Belbin / Benjamin Agosto  |     |
| Kanada            | Jewgienij Pluszczenko | Sasha Cohen    | Tatjana Tot´mianina / Maksim Marinin | Tatjana Nawka / Roman Kostomarow |     |
| Francja           | Jewgienij Pluszczenko | Sasha Cohen    | Zhang Dan / Zhang Hao                | Ałbena Denkowa / Maksim Stawiski |     |
| Finał             | Emanuel Sandhu        | Fumie Suguri   | Shen Xue / Zhao Hongbo               | Tatjana Nawka / Roman Kostomarow |     |

1 Kolejność zawodów w porządku alfabetycznym.

### Sezon 2004/05
| Zawody            | Soliści               | Solistki         | Pary sportowe                       | Pary taneczne                    | Źr.   |
| ----------------- | --------------------- | ---------------- | ----------------------------------- | -------------------------------- | ----- |
| Stany Zjednoczone | Brian Joubert         | Angela Nikodinov | Zhang Dan / Zhang Hao               | Tanith Belbin / Benjamin Agosto  | [ 3 ] |
| Kanada            | Emanuel Sandhu        | Cynthia Phaneuf  | Shen Xue / Zhao Hongbo              | Ałbena Denkowa / Maksim Stawiski | [ 4 ] |
| Japonia           | Johnny Weir           | Shizuka Arakawa  | Marija Pietrowa / Aleksiej Tichonow | Ałbena Denkowa / Maksim Stawiski | [ 5 ] |
|                   | Jeffrey Buttle        | Irina Słucka     | Shen Xue / Zhao Hongbo              | Tanith Belbin / Benjamin Agosto  | [ 6 ] |
| Francja           | Johnny Weir           | Joannie Rochette | Shen Xue / Zhao Hongbo              | Tatjana Nawka / Roman Kostomarow | [ 7 ] |
| Rosja             | Jewgienij Pluszczenko | Irina Słucka     | Zhang Dan / Zhang Hao               | Tatjana Nawka / Roman Kostomarow | [ 8 ] |
| Finał             | Johnny Weir           | Irina Słucka     | Shen Xue / Zhao Hongbo              | Tatjana Nawka / Roman Kostomarow | [ 9 ] |

### Sezon 2005/06
| Zawody            | Soliści               | Solistki        | Pary sportowe                        | Pary taneczne                          | Źr.    |
| ----------------- | --------------------- | --------------- | ------------------------------------ | -------------------------------------- | ------ |
| Stany Zjednoczone | Daisuke Takahashi     | Jelena Sokołowa | Zhang Dan / Zhang Hao                | Tanith Belbin / Benjamin Agosto        | [ 10 ] |
| Kanada            | Emanuel Sandhu        | Alissa Czisny   | Alona Sawczenko / Robin Szolkowy     | Marie-France Dubreuil / Patrice Lauzon | [ 11 ] |
|                   | Emanuel Sandhu        | Irina Słucka    | Marija Pietrowa / Aleksiej Tichonow  | Tatjana Nawka / Roman Kostomarow       | [ 12 ] |
| Francja           | Jeffrey Buttle        | Mao Asada       | Tatjana Tot´mianina / Maksim Marinin | Ołena Hruszyna / Rusłan Honczarow      | [ 13 ] |
| Rosja             | Jewgienij Pluszczenko | Irina Słucka    | Tatjana Tot´mianina / Maksim Marinin | Tatjana Nawka / Roman Kostomarow       | [ 14 ] |
| Japonia           | Nobunari Oda          | Yukari Nakano   | Zhang Dan / Zhang Hao                | Marie-France Dubreuil / Patrice Lauzon | [ 15 ] |
| Finał             | Stéphane Lambiel      | Mao Asada       | Tatjana Tot´mianina / Maksim Marinin | Tatjana Nawka /Roman Kostomarow        | [ 16 ] |

### Sezon 2006/07
| Zawody            | Soliści           | Solistki         | Pary sportowe                       | Pary taneczne                          | Źr.    |
| ----------------- | ----------------- | ---------------- | ----------------------------------- | -------------------------------------- | ------ |
| Stany Zjednoczone | Nobunari Oda      | Miki Andō        | Rena Inoue / John Baldwin           | Ałbena Denkowa / Maksim Stawiski       | [ 17 ] |
| Kanada            | Stéphane Lambiel  | Joannie Rochette | Zhang Dan / Zhang Hao               | Marie-France Dubreuil / Patrice Lauzon | [ 18 ] |
|                   | Evan Lysacek      | Júlia Sebestyén  | Shen Xue / Zhao Hongbo              | Oksana Domnina / Maksim Szabalin       | [ 19 ] |
| Francja           | Brian Joubert     | Kim Yu-na        | Marija Pietrowa / Aleksiej Tichonow | Ałbena Denkowa / Maksim Stawiski       | [ 20 ] |
| Rosja             | Brian Joubert     | Sarah Meier      | Alona Sawczenko / Robin Szolkowy    | Tanith Belbin / Benjamin Agosto        | [ 21 ] |
| Japonia           | Daisuke Takahashi | Mao Asada        | Shen Xue / Zhao Hongbo              | Marie-France Dubreuil / Patrice Lauzon | [ 22 ] |
| Finał             | Brian Joubert     | Kim Yu-na        | Shen Xue / Zhao Hongbo              | Ałbena Denkowa / Maksim Stawiski       | [ 23 ] |

### Sezon 2007/08
| Zawody            | Soliści           | Solistki         | Pary sportowe                    | Pary taneczne                           | Źr.    |
| ----------------- | ----------------- | ---------------- | -------------------------------- | --------------------------------------- | ------ |
| Stany Zjednoczone | Daisuke Takahashi | Kimmie Meissner  | Jessica Dubé / Bryce Davison     | Tanith Belbin / Benjamin Agosto         | [ 24 ] |
| Kanada            | Brian Joubert     | Mao Asada        | Alona Sawczenko / Robin Szolkowy | Tessa Virtue / Scott Moir               | [ 25 ] |
|                   | Johnny Weir       | Kim Yu-na        | Pang Qing / Tong Jian            | Tanith Belbin / Benjamin Agosto         | [ 26 ] |
| Francja           | Patrick Chan      | Mao Asada        | Zhang Dan / Zhang Hao            | Isabelle Delobel / Olivier Schoenfelder | [ 27 ] |
| Rosja             | Johnny Weir       | Kim Yu-na        | Zhang Dan / Zhang Hao            | Oksana Domnina / Maksim Szabalin        | [ 28 ] |
| Japonia           | Daisuke Takahashi | Carolina Kostner | Alona Sawczenko / Robin Szolkowy | Isabelle Delobel / Olivier Schoenfelder | [ 29 ] |
| Finał             | Stéphane Lambiel  | Kim Yu-na        | Alona Sawczenko / Robin Szolkowy | Oksana Domnina / Maksim Szabalin        | [ 30 ] |

### Sezon 2008/09
| Zawody            | Soliści         | Solistki         | Pary sportowe                      | Pary taneczne                           | Źr.    |
| ----------------- | --------------- | ---------------- | ---------------------------------- | --------------------------------------- | ------ |
| Stany Zjednoczone | Takahiko Kozuka | Kim Yu-na        | Alona Sawczenko / Robin Szolkowy   | Isabelle Delobel / Olivier Schoenfelder | [ 31 ] |
| Kanada            | Patrick Chan    | Joannie Rochette | Yūko Kawaguchi / Aleksandr Smirnow | Meryl Davis / Charlie White             | [ 32 ] |
|                   | Jeremy Abbott   | Kim Yu-na        | Zhang Dan / Zhang Hao              | Oksana Domnina / Maksim Szabalin        | [ 33 ] |
| Francja           | Patrick Chan    | Joannie Rochette | Alona Sawczenko / Robin Szolkowy   | Isabelle Delobel / Olivier Schoenfelder | [ 34 ] |
| Rosja             | Brian Joubert   | Carolina Kostner | Zhang Dan / Zhang Hao              | Jana Chochłowa / Siergiej Nowicki       | [ 35 ] |
| Japonia           | Nobunari Oda    | Mao Asada        | Pang Qing / Tong Jian              | Federica Faiella / Massimo Scali        | [ 36 ] |
| Finał             | Jeremy Abbott   | Mao Asada        | Pang Qing / Tong Jian              | Isabelle Delobel / Olivier Schoenfelder | [ 37 ] |

### Sezon 2009/10
| Zawody            | Soliści               | Solistki         | Pary sportowe                      | Pary taneczne                   | Źr.    |
| ----------------- | --------------------- | ---------------- | ---------------------------------- | ------------------------------- | ------ |
| Francja           | Nobunari Oda          | Kim Yu-na        | Marija Muchortowa / Maksim Trańkow | Tessa Virtue / Scott Moir       | [ 38 ] |
| Rosja             | Jewgienij Pluszczenko | Miki Andō        | Pang Qing / Tong Jian              | Meryl Davis / Charlie White     | [ 39 ] |
|                   | Nobunari Oda          | Akiko Suzuki     | Shen Xue / Zhao Hongbo             | Tanith Belbin / Benjamin Agosto | [ 40 ] |
| Japonia           | Brian Joubert         | Miki Andō        | Pang Qing / Tong Jian              | Meryl Davis / Charlie White     | [ 41 ] |
| Stany Zjednoczone | Evan Lysacek          | Kim Yu-na        | Shen Xue / Zhao Hongbo             | Tanith Belbin / Benjamin Agosto | [ 42 ] |
| Kanada            | Jeremy Abbott         | Joannie Rochette | Alona Sawczenko / Robin Szolkowy   | Tessa Virtue / Scott Moir       | [ 43 ] |
| Finał             | Evan Lysacek          | Kim Yu-na        | Shen Xue / Zhao Hongbo             | Meryl Davis / Charlie White     | [ 44 ] |

### Sezon 2010/11
| Zawody            | Soliści           | Solistki         | Pary sportowe                          | Pary taneczne                          | Źr.    |
| ----------------- | ----------------- | ---------------- | -------------------------------------- | -------------------------------------- | ------ |
| Japonia           | Daisuke Takahashi | Carolina Kostner | Pang Qing / Tong Jian                  | Meryl Davis / Charlie White            | [ 45 ] |
| Kanada            | Patrick Chan      | Alissa Czisny    | Lubow Iluszeczkina / Nodari Maisuradze | Vanessa Crone / Paul Poirier           | [ 46 ] |
|                   | Takahiko Kozuka   | Miki Andō        | Pang Qing / Tong Jian                  | Nathalie Péchalat / Fabian Bourzat     | [ 47 ] |
| Stany Zjednoczone | Daisuke Takahashi | Kanako Murakami  | Alona Sawczenko / Robin Szolkowy       | Meryl Davis / Charlie White            | [ 48 ] |
| Rosja             | Tomáš Verner      | Miki Andō        | Yūko Kawaguchi / Aleksandr Smirnow     | Jekatierina Bobrowa / Dmitrij Sołowjow | [ 49 ] |
| Francja           | Takahiko Kozuka   | Kiira Korpi      | Alona Sawczenko / Robin Szolkowy       | Nathalie Péchalat / Fabian Bourzat     | [ 50 ] |
| Finał             | Patrick Chan      | Alissa Czisny    | Alona Sawczenko / Robin Szolkowy       | Meryl Davis / Charlie White            | [ 51 ] |

### Sezon 2011/12
| Zawody            | Soliści           | Solistki                 | Pary sportowe                      | Pary taneczne                          | Źr.    |
| ----------------- | ----------------- | ------------------------ | ---------------------------------- | -------------------------------------- | ------ |
| Stany Zjednoczone | Michal Březina    | Alissa Czisny            | Alona Sawczenko / Robin Szolkowy   | Meryl Davis / Charlie White            | [ 52 ] |
| Kanada            | Patrick Chan      | Jelizawieta Tuktamyszewa | Tetiana Wołosożar / Maksim Trańkow | Tessa Virtue / Scott Moir              | [ 53 ] |
|                   | Jeremy Abbott     | Carolina Kostner         | Yūko Kawaguchi / Aleksandr Smirnow | Jekatierina Bobrowa / Dmitrij Sołowjow | [ 54 ] |
| Japonia           | Daisuke Takahashi | Akiko Suzuki             | Yūko Kawaguchi / Aleksandr Smirnow | Maia Shibutani / Alex Shibutani        | [ 55 ] |
| Francja           | Patrick Chan      | Jelizawieta Tuktamyszewa | Tetiana Wołosożar / Maksim Trańkow | Tessa Virtue / Scott Moir              | [ 56 ] |
| Rosja             | Yuzuru Hanyū      | Mao Asada                | Alona Sawczenko / Robin Szolkowy   | Meryl Davis / Charlie White            | [ 57 ] |
| Finał             | Patrick Chan      | Carolina Kostner         | Alona Sawczenko / Robin Szolkowy   | Meryl Davis / Charlie White            | [ 58 ] |

### Sezon 2012/13
| Zawody            | Soliści           | Solistki       | Pary sportowe                      | Pary taneczne                      | Źr.    |
| ----------------- | ----------------- | -------------- | ---------------------------------- | ---------------------------------- | ------ |
| Stany Zjednoczone | Takahiko Kozuka   | Ashley Wagner  | Tetiana Wołosożar / Maksim Trańkow | Meryl Davis / Charlie White        | [ 59 ] |
| Kanada            | Javier Fernández  | Kaetlyn Osmond | Alona Sawczenko / Robin Szolkowy   | Tessa Virtue / Scott Moir          | [ 60 ] |
|                   | Tatsuki Machida   | Mao Asada      | Pang Qing / Tong Jian              | Nathalie Péchalat / Fabian Bourzat | [ 61 ] |
| Rosja             | Patrick Chan      | Kiira Korpi    | Tetiana Wołosożar / Maksim Trańkow | Tessa Virtue / Scott Moir          | [ 62 ] |
| Francja           | Takahito Mura     | Ashley Wagner  | Yūko Kawaguchi / Aleksandr Smirnow | Nathalie Péchalat / Fabian Bourzat | [ 63 ] |
| Japonia           | Yuzuru Hanyū      | Mao Asada      | Wiera Bazarowa / Jurij Łarionow    | Meryl Davis / Charlie White        | [ 64 ] |
| Finał             | Daisuke Takahashi | Mao Asada      | Tetiana Wołosożar / Maksim Trańkow | Meryl Davis / Charlie White        | [ 65 ] |

### Sezon 2013/14
| Zawody            | Soliści           | Solistki        | Pary sportowe                      | Pary taneczne                          | Źr.    |
| ----------------- | ----------------- | --------------- | ---------------------------------- | -------------------------------------- | ------ |
| Stany Zjednoczone | Tatsuki Machida   | Mao Asada       | Tetiana Wołosożar / Maksim Trańkow | Meryl Davis / Charlie White            | [ 66 ] |
| Kanada            | Patrick Chan      | Julija Lipnicka | Stefania Berton / Ondřej Hotárek   | Tessa Virtue / Scott Moir              | [ 67 ] |
|                   | Han Yan           | Anna Pogoriła   | Alona Sawczenko / Robin Szolkowy   | Nathalie Péchalat / Fabian Bourzat     | [ 68 ] |
| Japonia           | Daisuke Takahashi | Mao Asada       | Tetiana Wołosożar / Maksim Trańkow | Meryl Davis / Charlie White            | [ 69 ] |
| Francja           | Patrick Chan      | Ashley Wagner   | Pang Qing / Tong Jian              | Tessa Virtue / Scott Moir              | [ 70 ] |
| Rosja             | Tatsuki Machida   | Julija Lipnicka | Alona Sawczenko / Robin Szolkowy   | Jekatierina Bobrowa / Dmitrij Sołowjow | [ 71 ] |
| Finał             | Yuzuru Hanyū      | Mao Asada       | Alona Sawczenko / Robin Szolkowy   | Meryl Davis / Charlie White            | [ 72 ] |

### Sezon 2014/15
| Zawody            | Soliści          | Solistki                 | Pary sportowe                      | Pary taneczne                           | Źr.    |
| ----------------- | ---------------- | ------------------------ | ---------------------------------- | --------------------------------------- | ------ |
| Stany Zjednoczone | Tatsuki Machida  | Jelena Radionowa         | Yūko Kawaguchi / Aleksandr Smirnow | Madison Chock / Evan Bates              | [ 73 ] |
| Kanada            | Takahito Mura    | Anna Pogoriła            | Meagan Duhamel / Eric Radford      | Kaitlyn Weaver / Andrew Poje            | [ 74 ] |
|                   | Maksim Kowtun    | Jelizawieta Tuktamyszewa | Peng Cheng / Zhang Hao             | Gabriella Papadakis / Guillaume Cizeron | [ 75 ] |
| Rosja             | Javier Fernández | Rika Hongo               | Ksienija Stołbowa / Fiodor Klimow  | Madison Chock / Evan Bates              | [ 76 ] |
| Francja           | Maksim Kowtun    | Jelena Radionowa         | Ksienija Stołbowa / Fiodor Klimow  | Gabriella Papadakis / Guillaume Cizeron | [ 77 ] |
| Japonia           | Daisuke Murakami | Gracie Gold              | Meagan Duhamel / Eric Radford      | Kaitlyn Weaver / Andrew Poje            | [ 78 ] |
| Finał             | Yuzuru Hanyū     | Jelizawieta Tuktamyszewa | Meagan Duhamel / Eric Radford      | Kaitlyn Weaver / Andrew Poje            | [ 79 ] |

### Sezon 2015/16
| Zawody            | Soliści          | Solistki                | Pary sportowe                      | Pary taneczne                     | Źr.    |
| ----------------- | ---------------- | ----------------------- | ---------------------------------- | --------------------------------- | ------ |
| Stany Zjednoczone | Max Aaron        | Jewgienija Miedwiediewa | Sui Wenjing / Han Cong             | Madison Chock / Evan Bates        | [ 80 ] |
| Kanada            | Patrick Chan     | Ashley Wagner           | Meagan Duhamel / Eric Radford      | Kaitlyn Weaver / Andrew Poje      | [ 81 ] |
|                   | Javier Fernández | Mao Asada               | Yūko Kawaguchi / Aleksandr Smirnow | Anna Cappellini / Luca Lanotte    | [ 82 ] |
| Francja           | Shōma Uno        | Gracie Gold             | Tetiana Wołosożar / Maksim Trańkow | Madison Hubbell / Zachary Donohue | [ 83 ] |
| Rosja             | Javier Fernández | Jelena Radionowa        | Ksienija Stołbowa / Fiodor Klimow  | Kaitlyn Weaver / Andrew Poje      | [ 84 ] |
| Japonia           | Yuzuru Hanyū     | Satoko Miyahara         | Meagan Duhamel / Eric Radford      | Maia Shibutani / Alex Shibutani   | [ 85 ] |
| Finał             | Yuzuru Hanyū     | Jewgienija Miedwiediewa | Ksienija Stołbowa / Fiodor Klimow  | Kaitlyn Weaver / Andrew Poje      | [ 86 ] |

### Sezon 2016/17
| Zawody            | Soliści          | Solistki                | Pary sportowe                          | Pary taneczne                           | Źr.    |
| ----------------- | ---------------- | ----------------------- | -------------------------------------- | --------------------------------------- | ------ |
| Stany Zjednoczone | Shōma Uno        | Ashley Wagner           | Julianne Séguin / Charlie Bilodeau     | Maia Shibutani / Alex Shibutani         | [ 87 ] |
| Kanada            | Patrick Chan     | Jewgienija Miedwiediewa | Meagan Duhamel / Eric Radford          | Tessa Virtue / Scott Moir               | [ 88 ] |
| Rosja             | Javier Fernández | Anna Pogoriła           | Alona Sawczenko / Bruno Massot         | Jekatierina Bobrowa / Dmitrij Sołowjow  | [ 89 ] |
| Francja           | Javier Fernández | Jewgienija Miedwiediewa | Alona Sawczenko / Bruno Massot         | Gabriella Papadakis / Guillaume Cizeron | [ 90 ] |
|                   | Patrick Chan     | Jelena Radionowa        | Yu Xiaoyu / Zhang Hao                  | Maia Shibutani / Alex Shibutani         | [ 91 ] |
| Japonia           | Yuzuru Hanyū     | Anna Pogoriła           | Meagan Duhamel / Eric Radford          | Tessa Virtue / Scott Moir               | [ 92 ] |
| Finał             | Yuzuru Hanyū     | Jewgienija Miedwiediewa | Jewgienija Tarasowa / Władimir Morozow | Tessa Virtue / Scott Moir               | [ 93 ] |

### Sezon 2017/18
| Zawody            | Soliści          | Solistki                | Pary sportowe                          | Pary taneczne                           |
| ----------------- | ---------------- | ----------------------- | -------------------------------------- | --------------------------------------- |
| Rosja             | Nathan Chen      | Jewgienija Miedwiediewa | Jewgienija Tarasowa / Władimir Morozow | Maia Shibutani / Alex Shibutani         |
| Kanada            | Shōma Uno        | Kaetlyn Osmond          | Meagan Duhamel / Eric Radford          | Tessa Virtue / Scott Moir               |
|                   | Michaił Kolada   | Alina Zagitowa          | Sui Wenjing / Han Cong                 | Gabriella Papadakis / Guillaume Cizeron |
| Japonia           | Siergiej Woronow | Jewgienija Miedwiediewa | Sui Wenjing / Han Cong                 | Tessa Virtue / Scott Moir               |
| Francja           | Javier Fernández | Alina Zagitowa          | Jewgienija Tarasowa / Władimir Morozow | Gabriella Papadakis / Guillaume Cizeron |
| Stany Zjednoczone | Nathan Chen      | Satoko Miyahara         | Alona Sawczenko / Bruno Massot         | Maia Shibutani / Alex Shibutani         |
| Finał             | Nathan Chen      | Alina Zagitowa          | Alona Sawczenko / Bruno Massot         | Gabriella Papadakis / Guillaume Cizeron |

### Sezon 2018/19
| Zawody            | Soliści      | Solistki                 | Pary sportowe                          | Pary taneczne                           |
| ----------------- | ------------ | ------------------------ | -------------------------------------- | --------------------------------------- |
| Stany Zjednoczone | Nathan Chen  | Satoko Miyahara          | Jewgienija Tarasowa / Władimir Morozow | Madison Hubbell / Zachary Donohue       |
| Kanada            | Shōma Uno    | Jelizawieta Tuktamyszewa | Vanessa James / Morgan Ciprès          | Madison Hubbell / Zachary Donohue       |
| Finlandia         | Yuzuru Hanyū | Alina Zagitowa           | Natalja Zabijako / Aleksandr Enbiert   | Aleksandra Stiepanowa / Iwan Bukin      |
| Japonia           | Shōma Uno    | Rika Kihira              | Natalja Zabijako / Aleksandr Enbiert   | Kaitlin Hawayek / Jean-Luc Baker        |
| Rosja             | Yuzuru Hanyū | Alina Zagitowa           | Jewgienija Tarasowa / Władimir Morozow | Aleksandra Stiepanowa / Iwan Bukin      |
| Francja           | Nathan Chen  | Rika Kihira              | Vanessa James / Morgan Ciprès          | Gabriella Papadakis / Guillaume Cizeron |
| Finał             | Nathan Chen  | Rika Kihira              | Vanessa James / Morgan Ciprès          | Madison Hubbell / Zachary Donohue       |

### Sezon 2019/20
| Zawody            | Soliści           | Solistki           | Pary sportowe                           | Pary taneczne                           |
| ----------------- | ----------------- | ------------------ | --------------------------------------- | --------------------------------------- |
| Stany Zjednoczone | Nathan Chen       | Anna Szczerbakowa  | Peng Cheng / Jin Yang                   | Madison Hubbell / Zachary Donohue       |
| Kanada            | Yuzuru Hanyū      | Aleksandra Trusowa | Aleksandra Bojkowa / Dmitrij Kozłowski  | Piper Gilles / Paul Poirier             |
| Francja           | Nathan Chen       | Alona Kostornoj    | Anastasija Miszyna / Aleksandr Gallamow | Gabriella Papadakis / Guillaume Cizeron |
|                   | Jin Boyang        | Anna Szczerbakowa  | Sui Wenjing / Han Cong                  | Wiktorija Sinicyna / Nikita Kacałapow   |
| Rosja             | Aleksandr Samarin | Aleksandra Trusowa | Aleksandra Bojkowa / Dmitrij Kozłowski  | Wiktorija Sinicyna / Nikita Kacałapow   |
| Japonia           | Yuzuru Hanyū      | Alona Kostornoj    | Sui Wenjing / Han Cong                  | Gabriella Papadakis / Guillaume Cizeron |
| Finał             | Nathan Chen       | Alona Kostornoj    | Sui Wenjing / Han Cong                  | Gabriella Papadakis / Guillaume Cizeron |

### Sezon 2020/21
| Zawody            | Soliści                                    | Solistki                                   | Pary sportowe                              | Pary taneczne                              |
| ----------------- | ------------------------------------------ | ------------------------------------------ | ------------------------------------------ | ------------------------------------------ |
| Stany Zjednoczone | Nathan Chen                                | Mariah Bell                                | Alexa Knierim / Brandon Frazier            | Madison Hubbell / Zachary Donohue          |
| Kanada            | Zawody odwołano z powodu pandemii COVID-19 | Zawody odwołano z powodu pandemii COVID-19 | Zawody odwołano z powodu pandemii COVID-19 | Zawody odwołano z powodu pandemii COVID-19 |
|                   | Jin Boyang                                 | Chen Hongyi                                | Peng Cheng / Jin Yang                      | Wang Shiyue / Liu Xinyu                    |
| Francja           | Zawody odwołano z powodu pandemii COVID-19 | Zawody odwołano z powodu pandemii COVID-19 | Zawody odwołano z powodu pandemii COVID-19 | Zawody odwołano z powodu pandemii COVID-19 |
| Rosja             | Michaił Kolada                             | Jelizawieta Tuktamyszewa                   | Aleksandra Bojkowa / Dmitrij Kozłowski     | Wiktorija Sinicyna / Nikita Kacałapow      |
| Japonia           | Yuma Kagiyama                              | Kaori Sakamoto                             | Konkurencja nie została rozegrana          | Misato Komatsubara / Timothy Koleto        |
| Finał             | Zawody odwołano z powodu pandemii COVID-19 | Zawody odwołano z powodu pandemii COVID-19 | Zawody odwołano z powodu pandemii COVID-19 | Zawody odwołano z powodu pandemii COVID-19 |

### Sezon 2021/22
| Zawody            | Soliści                                    | Solistki                                   | Pary sportowe                              | Pary taneczne                              |
| ----------------- | ------------------------------------------ | ------------------------------------------ | ------------------------------------------ | ------------------------------------------ |
| Stany Zjednoczone | Vincent Zhou                               | Aleksandra Trusowa                         | Jewgienija Tarasowa / Władimir Morozow     | Madison Hubbell / Zachary Donohue          |
| Kanada            | Nathan Chen                                | Kamiła Walijewa                            | Sui Wenjing / Han Cong                     | Piper Gilles / Paul Poirier                |
| Włochy            | Yuma Kagiyama                              | Anna Szczerbakowa                          | Sui Wenjing / Han Cong                     | Gabriella Papadakis / Guillaume Cizeron    |
| Japonia           | Shōma Uno                                  | Kaori Sakamoto                             | Anastasija Miszyna / Aleksandr Gallamow    | Wiktorija Sinicyna / Nikita Kacałapow      |
| Francja           | Yuma Kagiyama                              | Anna Szczerbakowa                          | Aleksandra Bojkowa / Dmitrij Kozłowski     | Gabriella Papadakis / Guillaume Cizeron    |
| Rosja             | Moris Kwitiełaszwili                       | Kamiła Walijewa                            | Anastasija Miszyna / Aleksandr Gallamow    | Wiktorija Sinicyna / Nikita Kacałapow      |
| Finał             | Zawody odwołano z powodu pandemii COVID-19 | Zawody odwołano z powodu pandemii COVID-19 | Zawody odwołano z powodu pandemii COVID-19 | Zawody odwołano z powodu pandemii COVID-19 |

### Sezon 2022/23
| Zawody            | Soliści          | Solistki        | Pary sportowe                            | Pary taneczne                                |
| ----------------- | ---------------- | --------------- | ---------------------------------------- | -------------------------------------------- |
| Stany Zjednoczone | Ilia Malinin     | Kaori Sakamoto  | Alexa Knierim / Brandon Frazier          | Madison Chock / Evan Bates                   |
| Kanada            | Shōma Uno        | Rinka Watanabe  | Riku Miura / Ryuichi Kihara              | Piper Gilles / Paul Poirier                  |
| Francja           | Adam Siao Him Fa | Loena Hendrickx | Deanna Stellato-Dudek / Maxime Deschamps | Charlène Guignard / Marco Fabbri             |
| Wielka Brytania   | Daniel Grassl    | Mai Mihara      | Alexa Knierim / Brandon Frazier          | Charlène Guignard / Marco Fabbri             |
| Japonia           | Shōma Uno        | Kim Ye-lim      | Riku Miura / Ryuichi Kihara              | Laurence Fournier Beaudry / Nikolaj Sørensen |
| Finlandia         | Ilia Malinin     | Mai Mihara      | Rebecca Ghilardi / Filippo Ambrosini     | Piper Gilles / Paul Poirier                  |
| Finał             | Shōma Uno        | Mai Mihara      | Riku Miura / Ryuichi Kihara              | Piper Gilles / Paul Poirier                  |

### Sezon 2023/24
| Zawody            | Soliści          | Solistki          | Pary sportowe                            | Pary taneczne                    |
| ----------------- | ---------------- | ----------------- | ---------------------------------------- | -------------------------------- |
| Stany Zjednoczone | Ilia Malinin     | Loena Hendrickx   | Annika Hocke / Robert Kunkel             | Madison Chock / Evan Bates       |
| Kanada            | Sōta Yamamoto    | Kaori Sakamoto    | Deanna Stellato-Dudek / Maxime Deschamps | Piper Gilles / Paul Poirier      |
| Francja           | Adam Siao Him Fa | Isabeau Levito    | Lia Pereira / Trennt Michaud             | Charlène Guignard / Marco Fabbri |
|                   | Adam Siao Him Fa | Hana Yoshida      | Deanna Stellato-Dudek / Maxime Deschamps | Piper Gilles / Paul Poirier      |
| Finlandia         | Kao Miura        | Kaori Sakamoto    | Minerva Fabienne Hase / Nikita Wołodin   | Madison Chock / Evan Bates       |
| Japonia           | Yuma Kagiyama    | Ava Marie Ziegler | Minerva Fabienne Hase / Nikita Wołodin   | Lilah Fear / Lewis Gibson        |
| Finał             | Ilia Malinin     | Kaori Sakamoto    | Minerva Fabienne Hase / Nikita Wołodin   | Madison Chock / Evan Bates       |

### Sezon 2024/25
| Zawody            | Soliści          | Solistki       | Pary sportowe                            | Pary taneczne                            |
| ----------------- | ---------------- | -------------- | ---------------------------------------- | ---------------------------------------- |
| Stany Zjednoczone | Ilia Malinin     | Wakaba Higuchi | Riku Miura / Ryuichi Kihara              | Lilah Fear / Lewis Gibson                |
| Kanada            | Ilia Malinin     | Kaori Sakamoto | Deanna Stellato-Dudek / Maxime Deschamps | Piper Gilles / Paul Poirier              |
| Francja           | Adam Siao Him Fa | Amber Glenn    | Minerva Fabienne Hase / Nikita Wołodin   | Jewgienija Łopariowa / Geoffrey Brissaud |
| Japonia           | Yuma Kagiyama    | Kaori Sakamoto | Anastasija Mietiołkina / Łuka Bieruława  | Madison Chock / Evan Bates               |
| Finlandia         | Yuma Kagiyama    | Hana Yoshida   | Deanna Stellato-Dudek / Maxime Deschamps | Lilah Fear / Lewis Gibson                |
|                   | Shun Satō        | Amber Glenn    | Sara Conti / Niccolò Macii               | Charlène Guignard / Marco Fabbri         |
| Finał             |                  |                |                                          |                                          |